# Nybro

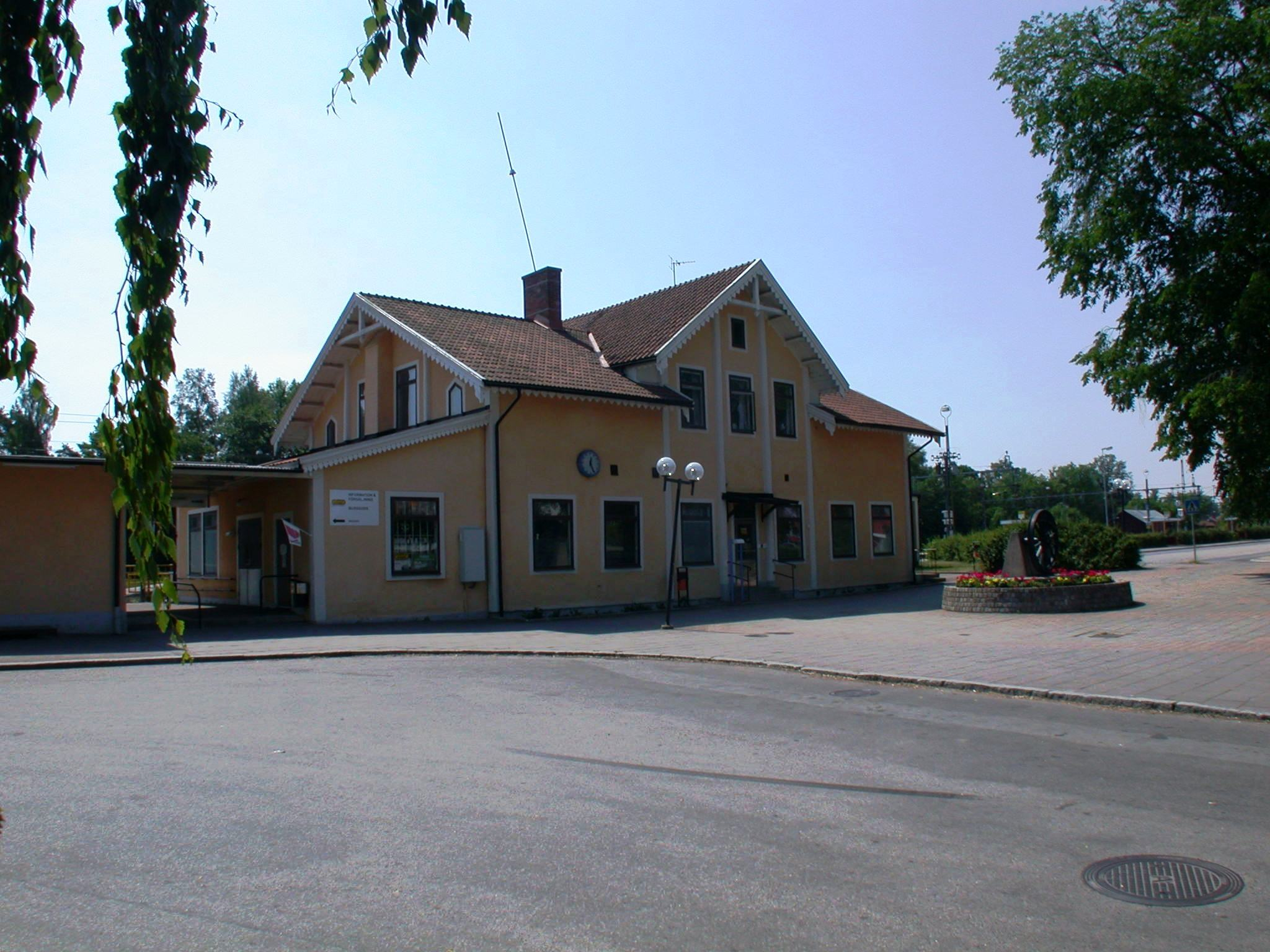
Gara

Nybro este un oraș în Suedia.

## Demografie
| \| Evoluția demografică a zonei urbane Nybro, 1970–2015 \| Evoluția demografică a zonei urbane Nybro, 1970–2015 \| Evoluția demografică a zonei urbane Nybro, 1970–2015 \| Evoluția demografică a zonei urbane Nybro, 1970–2015 \| Evoluția demografică a zonei urbane Nybro, 1970–2015 \| \| --------------------------------------------------------------------------------------- \| ---------------------------------------------------- \| ---------------------------------------------------- \| ---------------------------------------------------- \| ---------------------------------------------------- \| \| An \| \| \| Locuitori \| \| \| 1970 \| 1970 \| \| 12.875 \| 12.875 \| \| 1975 \| 1975 \| \| 13.010 \| 13.010 \| \| 1980 \| 1980 \| \| 13.064 \| 13.064 \| \| 1990 \| 1990 \| \| 12.808 \| 12.808 \| \| 1995 \| 1995 \| \| 12.910 \| 12.910 \| \| 2000 \| 2000 \| \| 12.322 \| 12.322 \| \| 2005 \| 2005 \| \| 12.600 \| 12.600 \| \| 2010 \| 2010 \| \| 12.810 \| 12.810 \| \| 2015 \| 2015 \| \| 13.039 \| 13.039 \| \| Sursa: SCB - Statistika Centralbyrån, Folkmängden per tätort. Vart femte år 1960 - 2016 \| \| \| \| \| |      |  |           |        |
| Evoluția demografică a zonei urbane Nybro, 1970–2015 |      |  |           |        |
| An |      |  | Locuitori |        |
| 1970 | 1970 |  | 12.875    | 12.875 |
| 1975 | 1975 |  | 13.010    | 13.010 |
| 1980 | 1980 |  | 13.064    | 13.064 |
| 1990 | 1990 |  | 12.808    | 12.808 |
| 1995 | 1995 |  | 12.910    | 12.910 |
| 2000 | 2000 |  | 12.322    | 12.322 |
| 2005 | 2005 |  | 12.600    | 12.600 |
| 2010 | 2010 |  | 12.810    | 12.810 |
| 2015 | 2015 |  | 13.039    | 13.039 |
| Sursa: SCB - Statistika Centralbyrån, Folkmängden per tätort. Vart femte år 1960 - 2016 |      |  |           |        |